# Parapachymorpha spiniger
Parapachymorpha spiniger är en insektsart som först beskrevs av Brunner von Wattenwyl 1907.  Parapachymorpha spiniger ingår i släktet Parapachymorpha och familjen Phasmatidae. Inga underarter finns listade i Catalogue of Life.